# 南沙商务机场
“南沙商务机场”，是中国广东省广州市计划中的一个小型商务机场，以配合南沙新区发展。主要服务包括香港澳门在内的珠江三角洲商务客流。

## 概况
目前机场已选址大岗镇进行建设，总占地面积约200公顷，总投资60亿元，其中2014年投资为300万元。但建设的时间表因为珠三角的空域开放问题而未有落实。该商务机场近期将建设一条跑道，每条按照长2200米，宽45米的标准进行规划建设。
南沙商务机场拟新建一条满足主要公务机起降跑道及配套滑行道系统、停机坪、机库、粤港直升机坪、FBO楼、航管楼等，总占地面积约200公顷，建设起止年限为2015-2016年，总投资60亿元，其中2014年投资为300万元。对于南沙商务机场的具体选址，此前广州市规划官网曾在发布南沙大岗分区控制性详细规划中出现过“南沙机场”字样，但对于具体的选址，官方一直未有权威的说法。
仅需注意的是，南沙商务机场并非广州第二机场。